# Anaspis vaulogeri
Anaspis vaulogeri es una especie de coleóptero de la familia Scraptiidae.

## Distribución geográfica
Habita en Argelia.